# Céline Ripoll
Pour les articles homonymes, voir Ripoll (homonymie).
Céline Ripoll, née le 8 mars 1977, est une auteure, conteuse et écrivaine notamment en littérature jeunesse, spécialisée dans les cultures de l'Océanie.

## Biographie
Céline Ripoll est née à Berlin, Allemagne.
De 1991 à 1994, elle est étudiante en Arts Appliqués au Lycée François Magendie de Bordeaux.
En 1996 elle obtient un BTS en design industriel céramique de l’École nationale supérieure des arts appliqués et des métiers d'art, Paris 15e.
Elle se forme à l'art du conte en 2002 au conservatoire du 12e arr de Paris. Etudie durant 2 ans l'art du clown au Samovar à Bagnolet. En 2005 elle part pour un premier voyage en Polynésie française.  
Elle est sollicitée en 2006, par le Musée du Quai Branly pour créer une visite contée sur les collections océaniennes. En 2007, elle part sur l'île de Pâques, et y recueille les paroles d'un peuple de survivants. 
Elle s'est établie sur l'île de Pâques en 2012. Maman de deux petites filles métisses franco-Rapa Nui, elle crée en 2016 sa maison d’éditions, Moai Editions. Elle a publié plusieurs albums, aux éditions du Sorbier, aux éditions Grandir, aux éditions Syros, pour Moai Editions, pour le Seuil jeunesse, La Martinière jeunesse, ainsi que cinq recueils dans la collection Contes des sages au Seuil,,,,.

## Distinctions
Elle reçoit le prix 2010 du livre jeunesse de la Fondation des villages d'enfants pour le livre Hina et le prince du lac Vahiria aux éditions du Sorbier.
Pour le livre Fosfore et les contes des sages, elle reçoit en 2023 le prix du public du meilleur livre audio francophone dans la catégorie Jeunesse au Grand Prix du livre audio organisé par l'association La Plume de Paon.

## Publications
Elle a participé à de nombreuses œuvres en tant qu'auteure, dont :
- Hina et le prince du lac Vahiria : un conte de Tahiti illustrations de Daniela Cytryn, le Sorbier, 2009
- Le jade des Maori, illustrations de Pascale Roux, Grandir, 2011
- La Polynésie, illustrations : Guy Lillo, Grandir, 2011
- Ta Moko, illustrations : Guy Lillo, Grandir, 2011
- Le Wombat qui cherchait de l'eau, illustrations de Pascale Roux, Grandir, 2012
- La Bécassine et le bernard-l'hermite : conte kanak ; illustrations de Laurence de Kemmeter, Grandir, 2013
- Le Tatouage de Mataora, illustrations de Sébastien Ripoll, Grandir, 2013
- Contes des sages de Polynésie, Seuil, 2013
- La belle nacre, Livre découpé, Grandir 2014
- Contes des sages de Papouasie-Nouvelle-Guinée, Seuil, 2015
- Varua : enfant de l'île de Pâques Céline Ripoll, Daniela Cytryn ; texte en français traduit en Rapa nui, Moai éditions 2017
- Teiki à la recherche des siens, ; illustrations: Élodie Balandras, Syros, 2018
- Contes des sages aborigènes, Seuil, 2018
- Qui ira chercher le feu ? : conte de Papouasie-Nouvelle-Guinée, illustrations, Sébastien Ripoll, Moai éditions, 2018
- Quand la sagesse nous est contée, Seuil, 2018
- Nanue Para, le soleil de l'océan, Moai editions, 2019
- Contes des sages qui dansent, Seuil, 2020
- La danse de l'oiseau, illustrations Orane Sigal La Martinière jeunesse, 2021
- Fosfore et les contes des sages, collectif d'auteurs, Livre audio, Seuil Jeunesse, 2022
- Contes des gardiens de la Forêt, illustrations Anna Aparicio Català, Seuil Jeunesse 2023
- Contes des sages maoris, Seuil, 2024